# ماجدة عاصم
ماجدة عاصم (1960 - 4 أكتوبر 2022)، إعلامية ومذيعة تلفزيونية مصرية، إحدى أشهر مذيعات التلفزيون المصري في فترة الثمانينات والتسعينات من القرن العشرين. كانت تلعب دور ما يسمى «مذيع الربط» بين الفقرات والبرامج في التلفزيون المصري، وهو عمل استبدل حاليا بما يسمى «البرومو». شاركت ماجدة بشخصها كمذيعة في فيلم ليلة عسل للمخرج محمد عبد العزيز في عام 1990.

## حياتها
درست في جامعة القاهرة، عملت في التليفزيون المصري وتحديدا القناة الثانية. شقيقتها هي المذيعة سلوى عاصم، تزوجت ماجدة عاصم من الخبير السياحي سمير محمد علي شما وأنجبت منه المذيع والممثل عمرو سمير (الذي توفي عام 2017 في إسبانيا)، وبعد انفصالها عنه تزوجت من الفنان كرم مطاوع والذي انفصلت عنه قبل وفاته بشهر.

## وفاتها
توفيت ليلة الإثنين /صباح الثلاثاء 4 أكتوبر 2022، بسبب مرض السرطان.

## من أعمالها
- برنامج: «ذكريات وحكايات» والذي كان يعرض على القناة الثانية المصرية.